# 225-ös busz (Budapest)
A budapesti 225-ös jelzésű autóbusz Mexikói út metróállomás és Rákospalota, Székely Elek út között közlekedik, kizárólag a munkanapi csúcsidőszakokban. A viszonylatot az ArrivaBus és a Budapesti Közlekedési Zrt. üzemelteti.

## Története
2008. szeptember 8-án a megszűnő 25-ös busz helyett új gyorsjáratot indítottak 225-ös jelzéssel a Mexikói út és Rákospalota, Székely Elek út között. Az új járat már nem jár ki a MEDIMPEX-hez, illetve új megállót kapott a Rákospatak utcánál, a Hubay Jenő tér és a Pozsony utca között, illetve a Beller Imre utcánál mindkét irányban megáll.
2009. június 8-ától a Mélyfúró utcánál is megáll.
2012. december 1-jén a járaton bevezették az elsőajtós felszállási rendet.
2020. április 1-jén a koronavírus-járvány miatt bevezették a szombati menetrendet, ezért a vonalon a forgalom szünetelt. Az intézkedést a zsúfoltság miatt már másnap visszavonták, így április 6-ától újra a tanszüneti menetrend van érvényben, a szünetelő járatok is újraindultak.

## Útvonala
A Mexikói úttól az M3-as autópálya kivezető szakaszával párhuzamosan halad, közvetlenül az autópálya mellett.
Ezután rátér az M3-asra, majd a Szentmihályi útnál tér le az autópályáról. A Szentmihályi úton a Szőcs Áron utcán át egészen a Deák utcáig megy, ahol abba jobbra bekanyarodik. Megállója után a Fő útra kanyarodik balra. Ezután éles jobbkanyarban a Sződliget utcára megy be, ahonnan egyenesen megy tovább a Károlyi Sándor úton, majd a Székely Elek úton a Mélyfúró utcánál fordul vissza.
| Rákospalota, Székely Elek út felé |
| Mexikói út vá. – Horvát Boldizsár utca – Amerikai út – Kacsóh Pongrác út – – Szentmihályi út – Illyés Gyula utca – Hubay Jenő tér – Deák utca – Fő út – Sződliget utca – Károlyi Sándor út – Szántóföld utca – Mélyfúró utca – Szántóföld utca – Rákospalota, Székely Elek út vá. |
| Mexikói út felé |
| Rákospalota, Székely Elek út vá. – Károlyi Sándor út – Sződliget utca – Pázmány Péter utca – Bácska utca – Hubay Jenő tér – Illyés Gyula utca – Szentmihályi út – – Ógyalla köz – Szőnyi út – Mexikói út – Mexikói út M vá.                                                       |

## Megállóhelyei
| 0  | Mexikói út M végállomás                 | 22 | 25, 32 74, 81, 82 1, 1A, 3, 69 P+R |
| ∫  | Mexikói út                              | 20 | 25, 32 74, 81 |
| 2  | Rákospatak utca                         | 17 | 25 |
| 6  | Széchenyi út                            | 15 | 5 |
| 7  | Szerencs utca                           | 13 | 96, 124, 296, 296A 396, 397, 398, 399, 402, 412, 414, 422, 424, 432, 434, 435, 436, 437, 438, 439, 442 1020, 1021, 1024, 1031, 1034, 1037, 1039, 1040, 1044, 1045, 1046, 1049, 1050, 1052, 1053, 1054, 1063, 1066, 1067, 1068, 1069, 1076 |
| 11 | Bezerédj Pál utca                       | 10 | 196, 196A, 231, 231B |
| 11 | Illyés Gyula utca                       | 8  | 5, 96, 124, 196, 196A, 231, 231B, 296, 296A |
| 12 | Beller Imre utca                        | 6  | 96, 124, 196, 196A, 296, 296A |
| 14 | Hubay Jenő tér                          | ∫  | 25, 96, 104, 104A, 124, 125, 170, 196, 196A, 204, 296, 296A |
| 15 | Sződliget utca (↓) Fő út (↑)            | 4  | 96, 121, 124, 296, 296A S70 G70 S71 G71 (Rákospalota-Újpest) |
| 17 | Géza fejedelem tér                      | 3  | 96, 124, 296, 296A 12 |
| 18 | Kovácsi Kálmán tér                      | 1  | 124, 125, 170 |
| 19 | Árokhát út                              | 0  | 125, 170 S71 (Rákospalota-Kertváros) |
| 20 | Székely Elek út                         | ∫  | 125, 170 |
| 21 | Mélyfúró utca                           | ∫  | |
| 22 | Rákospalota, Székely Elek út végállomás | 0  | 125, 170 |

## Képgaléria

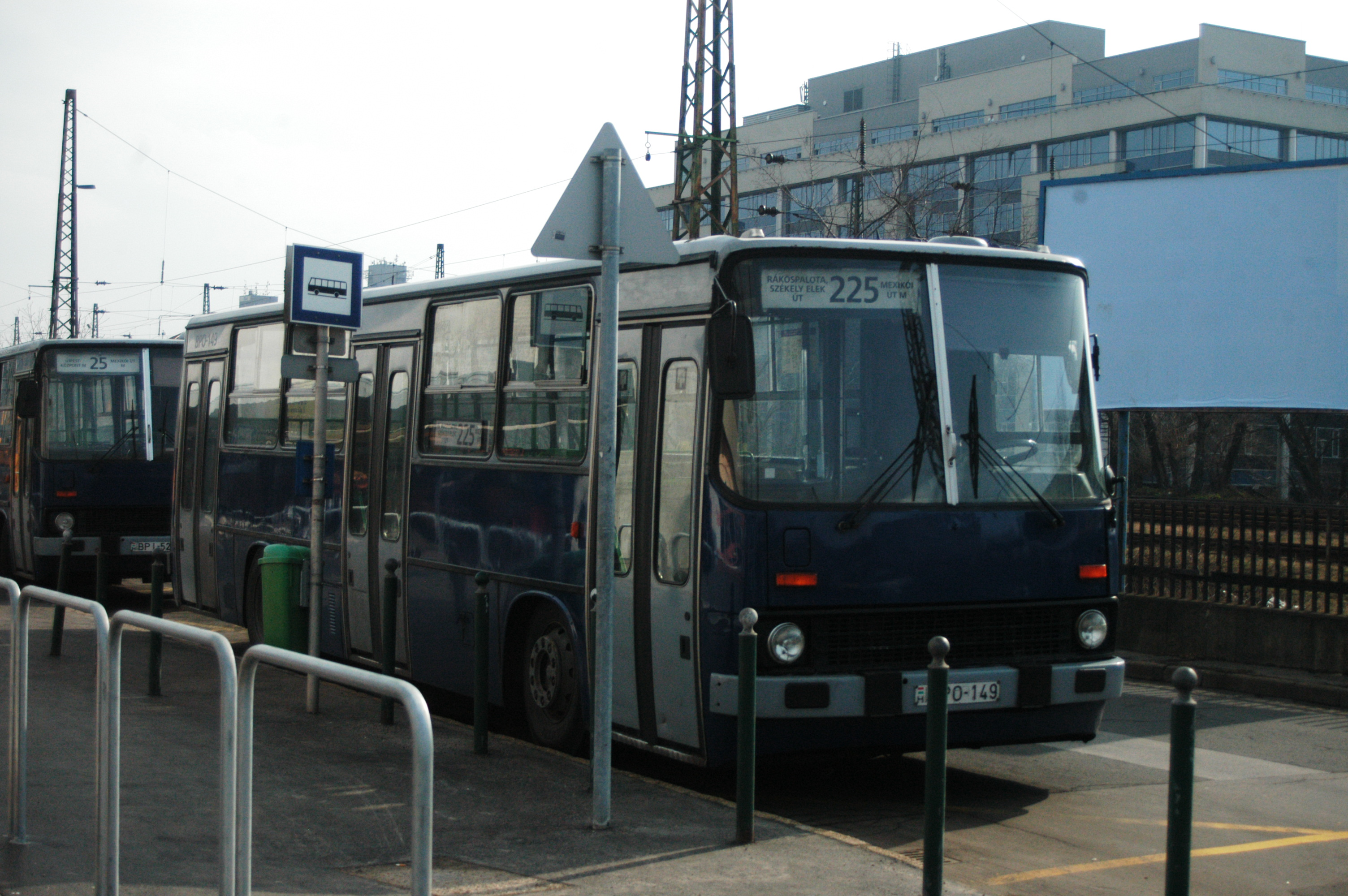
Ikarus 260-as busz a Mexikói út végállomáson
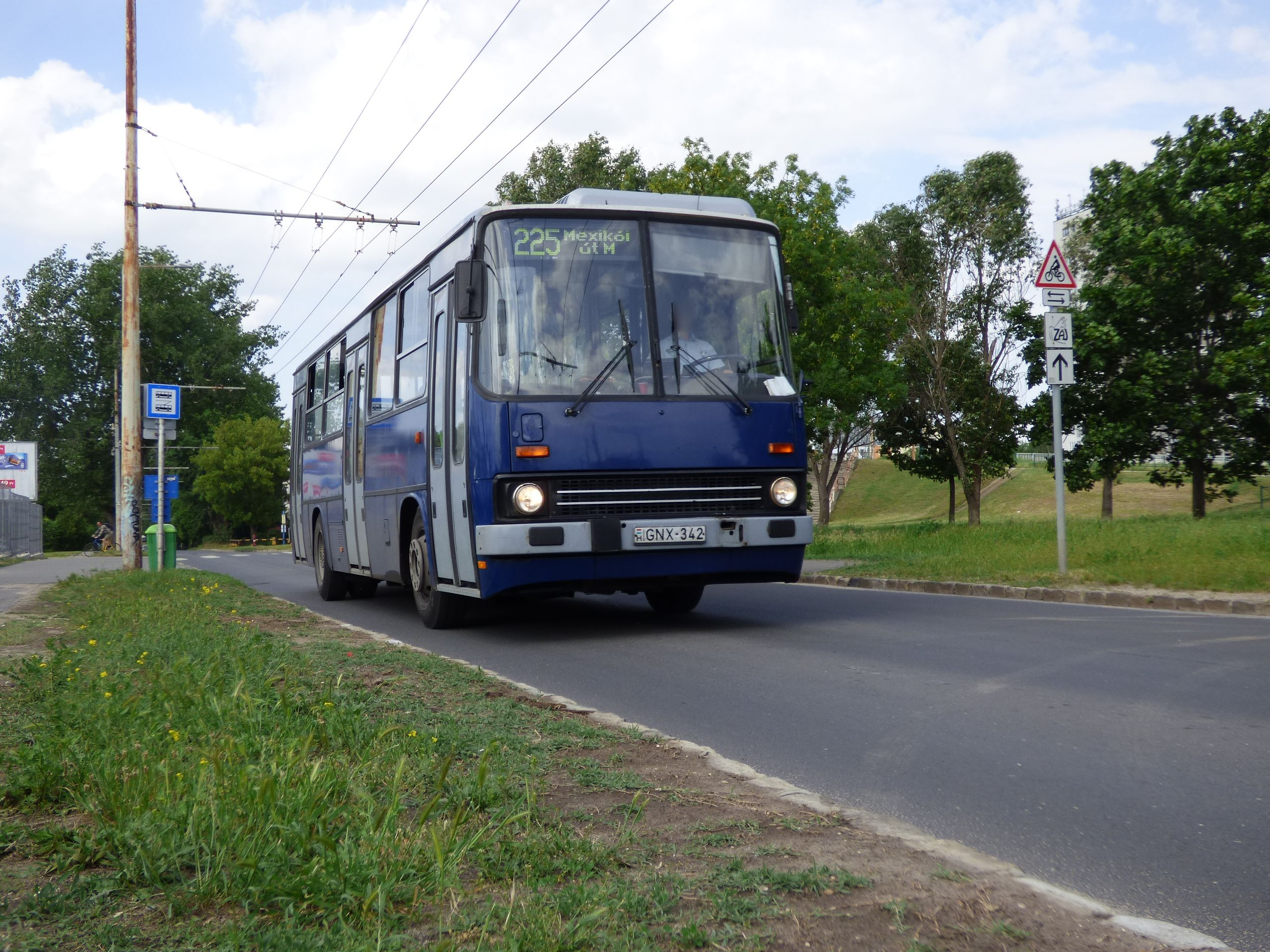
Ikarus 260-as busz a Szőnyi úton
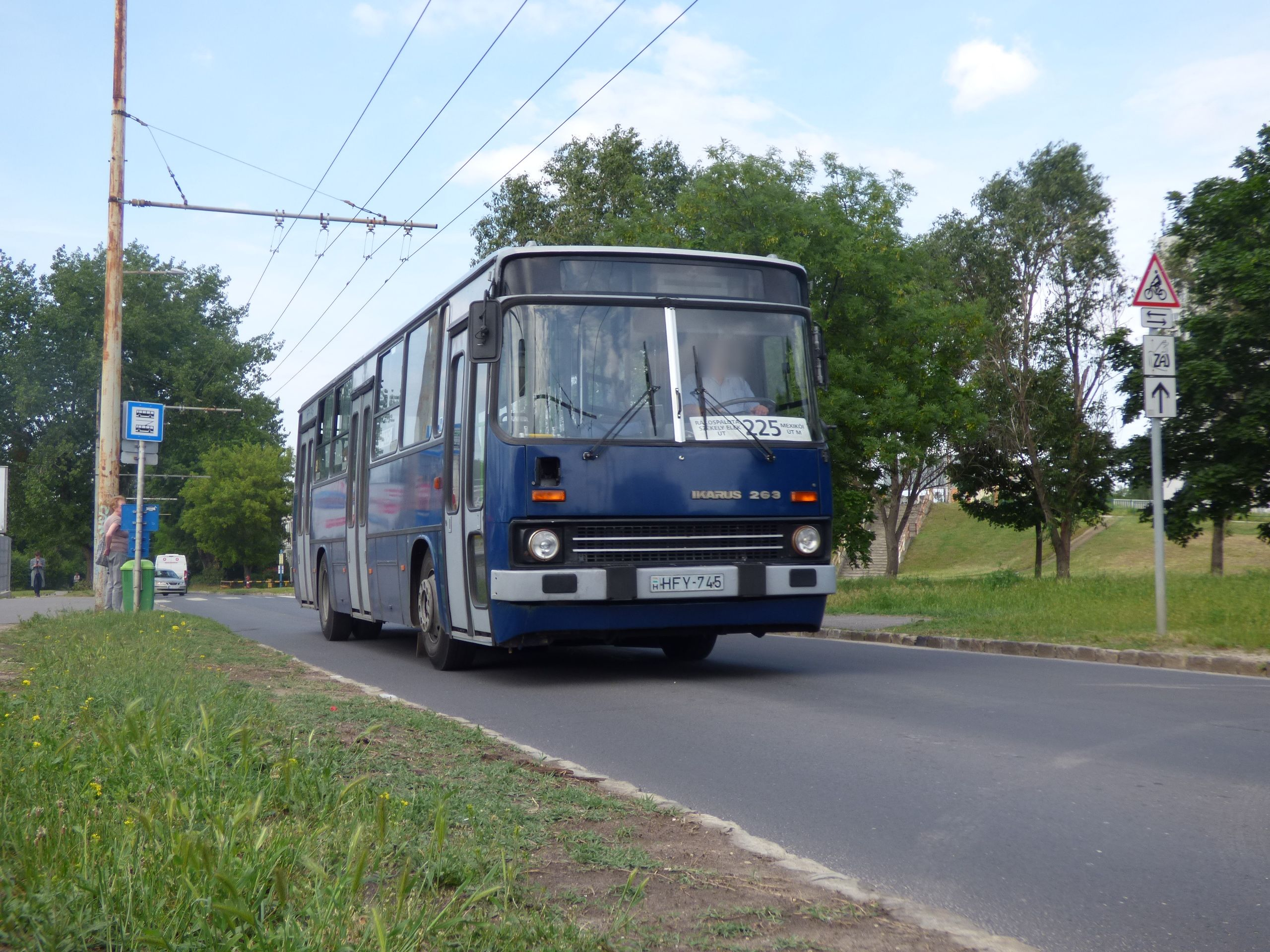
Ikarus 263-as busz a Szőnyi úton